# وكيل (اقتصاد)
في الاقتصاد، الوكيل هو الممثل، وعلى وجه التحديد صانع القرار في صياغة بعض جوانب الاقتصاد. وعادة، كل وكيل يتخذ القرارات من خلال تمثيل جيد أو غير محدد أو مشكلة اختيار.
على سبيل المثال، المشترين والبائعين نوعين شائعين من الوكلاء في نماذج التوازن الجزئي لسوق واحدة. وغالبًا ما تصنف نماذج الاقتصاد الكلي، ولا سيما نماذج التوازن العام العشوائي الديناميكي التي تستند صراحة إلى التجمعات الصغرى، الأسر والشركات والحكومات أو المصارف المركزية باعتبارها الأنواع الرئيسية للوكلاء في الاقتصاد. ويمكن لكل من هذه العوامل أن تؤدي أدوارًا متعددة في الاقتصاد؛ القطاع العائلي، على سبيل المثال، قد يعمل كمستهلكين، كعمال، وبوصفهم ناخبين في النموذج. بعض نماذج الاقتصاد الكلي تصنف أنواع أكثر من الوكلاء، مثل العمال والمتسوقين أو البنوك التجارية.
يستخدم مصطلح وكيل أيضًا فيما يتعلق بنماذج الموكل بوكيل. في هذه الحالة يشير على وجه التحديد إلى شخص مفوض للعمل نيابة عن المدير.
في الاقتصاد الحاسوبي القائم على وكيل، الوكلاء المتشابهون هم «الكائنات الحاسوبية المشكلة للتفاعل وفقًا للقواعد» على مدى الزمان والمكان، وليسوا أناس حقيقيين. وقد صيغت القواعد لتشكل سلوكًا وتفاعلات اجتماعية تستند إلى حوافز ومعلومات محددة. ويمكن تفسير مفهوم الوكيل على نطاق واسع بأنه أي كيان فردي أو اجتماعي أو بيولوجي أو فيزيائي مستمر يتفاعل مع كيانات أخرى من هذا القبيل في سياق نظام اقتصادي ديناميكي متعدد الوكلاء.

## الممثلين والوكلاء المختلفين
نموذج اقتصادي يفترض فيه أن جميع الوكلاء من نوع معين (مثل جميع المستهلكين، أو جميع الشركات) متطابقة تمامًا  ويسمى نموذج الوكيل التمثيلي. ويسمى النموذج الذي يعترف بالاختلافات بين الوكلاء نموذج الوكيل الغير متجانس. وغالبًا ما يستخدم الاقتصاديون نماذج وكلاء تمثيلية عندما يريدون وصف الاقتصاد بأبسط العبارات الممكنة. وعلي العكس، قد يكونوا مضطرين لاستخدام نماذج وكلاء غير متجانسة عندما تكون الاختلافات بين الوكلاء ذات صلة مباشرة بالسؤال المطروح. على سبيل المثال، من المرجح أن يكون من الضروري مراعاة الاختلاف في العمر في نموذج يستخدم لدراسة الآثار الاقتصادية للمعاشات التقاعدية؛ ونظرًا لعدم التجانس في الثروة من المرجح أن يكون ضروريًا في نموذج يستخدم لدراسة الادخار الوقائي أو إعادة توزيع الضرائب.